# Västmexikansk gärdsmyg
Västmexikansk gärdsmyg (Pheugopedius felix) är en fågel i familjen gärdsmygar inom ordningen tättingar.

## Utseende och läte
Västmexikansk gärdsmyg är en liten (12,5–14 cm) medlem av familjen. Fjäderdräkten är distinkt, med streckat ansikte kantat nertill av ett svart mustaschstreck och orangeaktig undersida. Sången är som dess engelska namn ’’Happy Wren’’ avslöjar munter, en upprepad serie behagliga visslingar som avges i duett mellan könen. Bland lätena hörs en stigande drill som kan liknas med att dra med tumnageln på en kam.

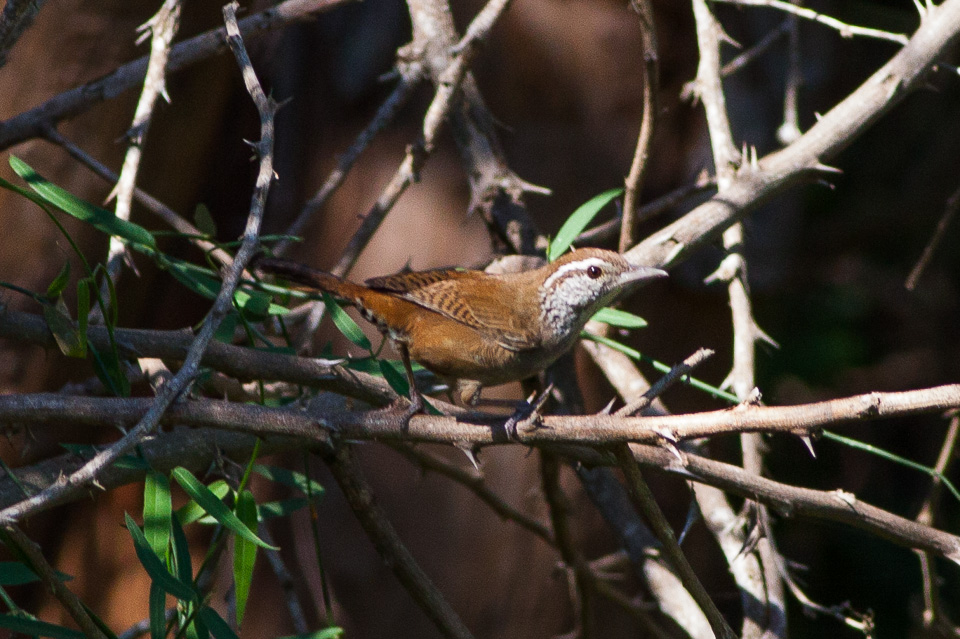

## Utbredning och systematik
Västmexikansk gärdsmyg delas upp i fem underarter med följande utbredning:
- Pheugopedius felix sonorae – Stillahavssluttningen i nordvästra Mexiko (södra Sonora till norra Sinaloa)
- Pheugopedius felix pallidus – västra Mexiko (centrala Sinaloa och västra Durango till Jalisco och Michoacán)
- Pheugopedius felix lawrencii (inklusive magdalenae)– ögruppen (Islas Marías utanför västra Mexiko)
- Pheugopedius felix felix – västra Mexiko (sydöstra Jalisco till Michoacán, Guerrero och västra Oaxaca)
- Pheugopedius felix grandis – södra Mexiko (upper Río Balsas avrinningsområde till sydvästra Puebla och norra Guerrero)

Tidigare placerades den i släktet Thryothorus, men DNA-studier visar att arterna i släktet inte är varandras närmaste släktingar.

## Levnadssätt
Västmexikansk gärdsmyg föredrar tropiska skogar, törnskog och buskmarker, vanligen med nystan av klängväxter. Där lever den en tillbakadragen tillvaro och kan vara mycket svår att få syn på. Det flaskformade boet placeras ofta nära getingbon eller i träd där den skyddas av myror.

## Status
Arten har ett stort utbredningsområde men beståndsutvecklingen är oklar. Internationella naturvårdsunionen IUCN listar den trots det som livskraftig (LC).